# Natação no Campeonato Europeu de Esportes Aquáticos de 2021 - 4x200 m livre misto
A prova do revezamento 4x200 metros livre misto da natação no Campeonato Europeu de Esportes Aquáticos de 2021 ocorreu no dia 18 de maio na Arena Danúbio, em Budapeste na Hungria.

## Calendário
| Fase          | Data       | Hora  |
| ------------- | ---------- | ----- |
| Eliminatórias | 18 de maio | 10:57 |
| Final         | 18 de maio | 19:27 |

Todos os horários estão no horário local (UTC+1)

## Recordes
Antes desta competição, os recordes eram os seguintes:
|                       | Nacionalidade | Tempo   | Local   | Data                |
| --------------------- | ------------- | ------- | ------- | ------------------- |
| Recorde mundial       |               |         |         |                     |
| Recorde europeu       |               |         |         |                     |
| Recorde do campeonato | Alemanha      | 7:28.43 | Glasgow | 4 de agosto de 2018 |

Os seguintes novos recordes foram estabelecidos durante esta competição.
| Data       | Prova | Nadadores                                                                               | Nacionalidade | Tempo   | Recordes              |
| ---------- | ----- | --------------------------------------------------------------------------------------- | ------------- | ------- | --------------------- |
| 18 de maio | Final | Thomas Dean (1:46.54) James Guy (1:45.43) Abbie Wood (1:56.67) Freya Anderson (1:58.03) | Reino Unido   | 7:26.67 | Recorde do campeonato |

## Medalhistas
| Ouro | Prata | Bronze |
| Reino Unido · Thomas Dean · James Guy · Abbie Wood · Freya Anderson · Calum Jarvis* · Joe Litchfield* · Lucy Hope* | Itália · Stefano Ballo · Stefano Di Cola · Federica Pellegrini · Margherita Panziera · Stefania Pirozzi* · Filippo Megli* · Sara Gailli* | Rússia · Aleksandr Shchegolev · Aleksandr Krasnykh · Anna Egorova · Anastasiya Kirpichnikova · Ivan Girev* · Evgeny Rylov* · Maria Kameneva* · Arina Surkova* |

*Atletas que competiram apenas nas eliminatórias e receberam medalhas

## Resultados

### Eliminatórias
Esses foram os resultados das eliminatórias.
| Pos. | Bateria | Raia | Nacionalidade | Nadadores | Tempo   | Notas            |
| ---- | ------- | ---- | ------------- | --- | ------- | ---------------- |
| 1    | 1       | 5    | Reino Unido   | Calum Jarvis (1:49.68) Joe Litchfield (1:47.55) Lucy Hope (1:59.70) Abbie Wood (1:57.71)                           | 7:34.64 | Q                |
| 2    | 2       | 3    | Itália        | Stefania Pirozzi (2:00.08) Stefano Di Cola (1:47.00) Filippo Megli (1:47.66) Sara Gailli (2:00.62)                 | 7:35.36 | Q                |
| 3    | 2       | 4    | Dinamarca     | Mikkel Gadgaard (1:49.32) Andreas Hansen (1:48.75) Helena Rosendahl Bach (1:58.33) Amalie Søby Mortensen (2:01.55) | 7:37.95 | Q,               |
| 4    | 1       | 6    | Israel        | Denis Loktev (1:49.81) Gal Cohen Groumi (1:49.81) Anastasia Gorbenko (2:01.14) Andrea Murez (1:59.48)              | 7:40.24 | Q                |
| 5    | 2       | 2    | Hungria       | Balázs Holló (1:48.87) Gábor Zombori (1:48.37) Evelyn Verrasztó (2:02.27) Fanni Fábián (2:00.78)                   | 7:40.29 | Q                |
| 6    | 1       | 4    | Rússia        | Ivan Girev (1:49.80) Evgeny Rylov (1:48.76) Maria Kameneva (1:59.93) Arina Surkova (2:05.58)                       | 7:44.07 | Q                |
| 7    | 2       | 5    | Turquia       | Baturalp Ünlü (1:49.37) Efe Turan (1:50.23) Merve Tuncel (2:02.46) Deniz Ertan (2:03.79)                           | 7:45.85 | Q                |
| 8    | 2       | 6    | Irlanda       | Max McCusker (1:52.89) Brendan Hyland (1:52.13) Naomi Trait (2:03.57) Victoria Catterson (2:02.65)                 | 7:51.24 | Q,               |
| 9    | 1       | 2    | Eslováquia    | Jakub Poliačik (1:53.18) Richard Nagy (1:53.42) Zora Ripková (2:04.74) Martina Cibulková (2:02.99)                 | 7:54.33 | Recorde nacional |
| 10   | 1       | 3    | Kosovo        | Arti Krasniqi (1:56.68) Jona Macula (2:27.10) Olt Kondirolli (2:06.27) Era Budima (2:19.96)                        | 8:50.01 |                  |
| 11   | 2       | 7    | Polónia       | DNS | DNS     | DNS              |

### Final
Esse foi o resultado da final.
| Pos.              | Raia | Nacionalidade | Nadadores | Tempo   | Notas            |
| ----------------- | ---- | ------------- | --- | ------- | ---------------- |
| Medalha de ouro   | 4    | Reino Unido   | Thomas Dean (1:46.54) James Guy (1:45.43) Abbie Wood (1:56.67) Freya Anderson (1:58.03)                               | 7:26.67 | ,                |
| Medalha de prata  | 5    | Itália        | Stefano Ballo (1:46.96) Stefano Di Cola (1:46.16) Federica Pellegrini (1:55.66) Margherita Panziera (2:00.57)         | 7:29.35 | Recorde nacional |
| Medalha de bronze | 7    | Rússia        | Aleksandr Shchegolev (1:46.66) Aleksandr Krasnykh (1:47.05) Anna Egorova (1:58.52) Anastasiya Kirpichnikova (1:59.31) | 7:31.54 |                  |
| 4                 | 6    | Israel        | Denis Loktev (1:48.08) Ron Polonsky (1:48.71) Andrea Murez (1:57.31) Anastasia Gorbenko (1:58.86)                     | 7:32.96 | }                |
| 5                 | 3    | Dinamarca     | Mikkel Gadgaard (1:48.75) Andreas Hansen (1:48.55) Signe Bro (2:00.10) Helena Rosendahl Bach (1:58.41)                | 7:35.81 | NR               |
| 6                 | 2    | Hungria       | Balázs Holló (1:48.54) Gábor Zombori (1:48.37) Laura Veres (1:59.41) Fanni Fábián (2:00.10)                           | 7:36.42 |                  |
| 7                 | 1    | Turquia       | Baturalp Ünlü (1:48.08) Efe Turan (1:50.43) Merve Tuncel (2:01.99) Deniz Ertan (2:03.52)                              | 7:44.02 |                  |
| 8                 | 8    | Irlanda       | Brendan Hyland (1:51.40) Max McCusker (1:52.33) Naomi Trait (2:04.31) Victoria Catterson (2:02.37)                    | 7:50.41 | Recorde nacional |

Legenda
| Recorde mundial       | Recorde mundial (World record)               |                       | Recorde africano                      | Recorde africano (African) |                                           | Q | Classificado por posição (Qualified) |
| Recorde do campeonato | Recorde do campeonato (Championship record)  | Recorde da América    | Recorde da América (Americas)         | q                          | Classificado por melhor tempo (Qualified) |   |                                      |
| Melhor marca do ano   | Melhor marca do ano (World leading)          | Recorde asiático      | Recorde asiático (Asian)              | DNS                        | Não largou (Did not start)                |   |                                      |
| Recorde nacional      | Recorde nacional (National record)           | Recorde europeu       | Recorde europeu (European)            | DNF                        | Não terminou (Did not finish)             |   |                                      |
| Recorde pessoal       | Recorde pessoal do atleta (Personal best)    | Recorde da Oceania    | Recorde da Oceania (Oceania)          | DSQ / DQ                   | Desclassificado (Disqualified)            |   |                                      |
| Recorde da temporada  | Recorde da temporada do atleta (Season best) | Recorde sul-americano | Recorde sul-americano (South America) | NM                         | Sem marca (No mark)                       |   |                                      |